# 赖恩海姆
赖恩海姆（德語：Reinheim，發音：[ˈʁaɪnˌhaɪm] ⓘ）是德国黑森州达姆施塔特行政区达姆施塔特-迪堡县的城市，面积27.7平方千米，2023年12月31日人口为16,729人。

## 友好城市
赖恩海姆与以下城市结为友好城市：
- 義大利 利卡塔（2001年）
- 法國 塞斯塔斯（1982年）
- 德国 菲尔斯滕瓦尔德（1989年）
- 波蘭 萨诺克（1991年）